# When the Smoke Clears: Sixty 6, Sixty 1
When the Smoke Clears: Sixty 6, Sixty 1 è il quarto album in studio del gruppo musicale statunitense Three 6 Mafia, pubblicato il 13 giugno 2000 dalla Loud Records.

## Tracce
1. Intro – 0:59
2. 44 Killers (Interlude) – 1:44
3. Sippin' on Some Syrup (feat. UGK & Project Pat) – 4:24
4. Weak Azz Bitch (feat. La Chat & Project Pat) – 2:49
5. Just Like Us – 4:16
6. I'm So Hi – 3:57
7. Mafia Niggaz – 3:05
8. Hook Up W/Hoes (Skit) – 0:41
9. From Da Back – 4:04
10. Fuck Y'all Hoes – 4:01
11. Where Da Cheese At – 2:31
12. Tongue Ring – 4:06
13. Barrin' You Bitches – 3:39
14. Whatcha Know (feat. Big Gipp) – 4:20
15. Act Like You Know Me (Point 'Em Out) – 4:11
16. Take A Bump – 2:27
17. Touched Wit It (feat. Fiend, La Chat & Mr. Serv-On) – 4:11
18. M.E.M.P.H.I.S. (feat. Hypnotize Camp Posse & Young Buck) – 4:53
19. Just Another Crazy Click (feat. Insane Clown Posse & Twiztid) – 3:59
20. Who Run It – 4:11
21. Put Ya Signs – 4:15
22. What's Next (Outro) – 1:53

## Classifiche

### Classifiche settimanali
| Classifica (2000) | Posizione massima |
| ----------------- | ----------------- |
| Stati Uniti       | 6                 |

### Classifiche di fine anno
| Classifica (2000) | Posizione |
| ----------------- | --------- |
| Stati Uniti       | 94        |